# Dolichopus flavocrinitus
Dolichopus flavocrinitus är en tvåvingeart som beskrevs av Becker 1902. Dolichopus flavocrinitus ingår i släktet Dolichopus och familjen styltflugor. Inga underarter finns listade i Catalogue of Life.